# 小交椅洲
小交椅洲（英語：Siu Kau Yi Chau）是香港的一個島嶼，地區行政上屬於離島區。位於坪洲以東，交椅洲以西，喜靈洲、周公島以北。
在香港的官方地圖中，小交椅洲的英文島名叫Siu Kau Yi Chau。
小交椅洲上並沒有居民居住。

## 圖集

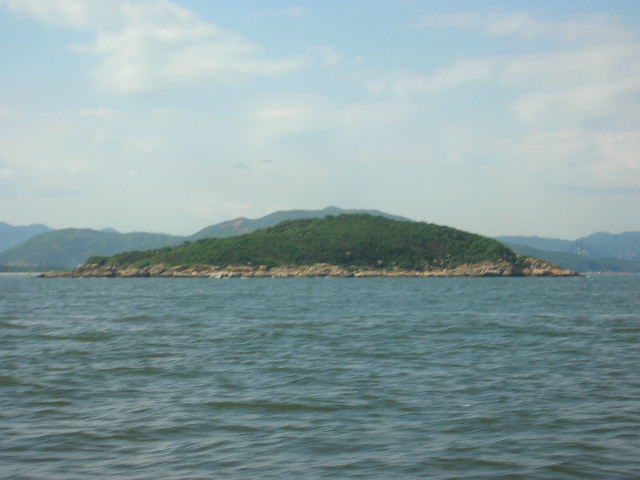
小交椅洲
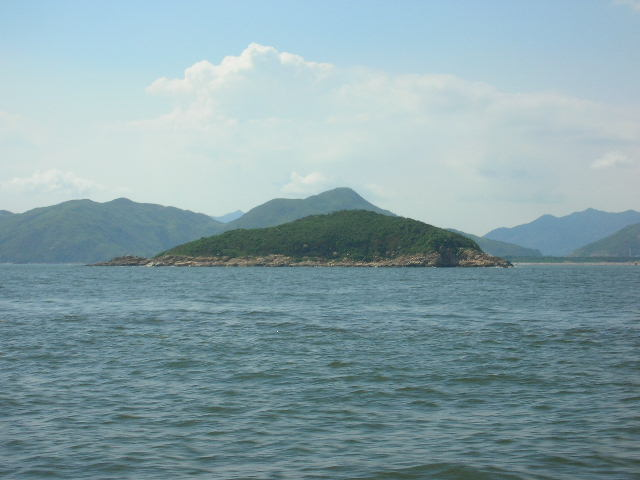
小交椅洲遠㬌
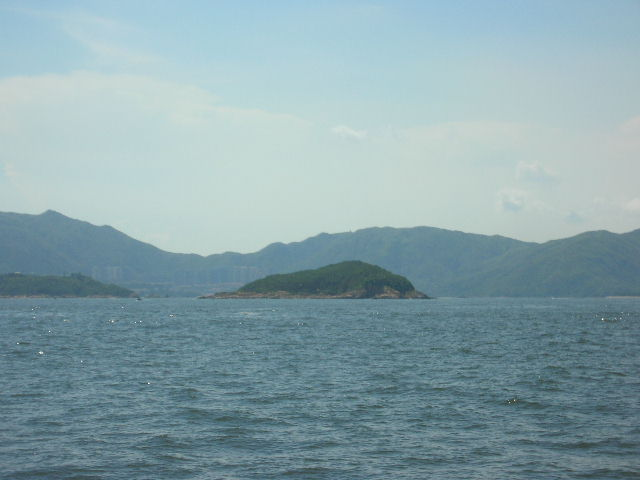
小交椅洲遠景